# بيدرو ميخيا
بيدرو ميخيا هو منافس ألعاب قوى دومينيكاني، ولد في 29 يونيو 1978.

## وصلات خارجية
- بيدرو ميخيا على موقع الاتحاد الدولي لألعاب القوى (الإنجليزية)
- بيدرو ميخيا على موقع أوليمبيديا (الإنجليزية)